# Mieczysław Cedro
Mieczysław Zygmunt Cedro (ur. 11 sierpnia 1902 w Przedborzu, zm. w Stanach Zjednoczonych) – polski oficer marynarki handlowej i wojennej, przedsiębiorca.

## Życiorys
Syn Waldemara i Marii z Liszewskich. Od 1917 roku członek Polskiej Organizacji Wojskowej w Warszawie. Ukończył Gimnazjum im. Tadeusza Reytana w Warszawie (1920), wstąpił ochotniczo do Wojska Polskiego i wziął udział w wojnie polsko-bolszewickiej. Za męstwo okazane na polu walki został odznaczony Krzyżem Walecznych. Otrzymał również Medal Pamiątkowy za Wojnę 1918–1921.
W 1924 roku ukończył Szkołę Morską w Tczewie, a następnie Akademię Handlową w Antwerpii (Wydział Ogólny w 1927 roku, Wydział Morski w 1928 roku). Od 1928 roku był oficerem nawigacyjnym w Polsko-Skandynawskim Towarzystwie Transportowym „Polskarob”. Po odbyciu służby wojskowej (15-miesięczny kurs Szkoły Podchorążych Marynarki Wojennej) w 1930 roku objął stanowisko kierownika Wydziału Linii Regularnych „Żeglugi Polskiej” w Gdyni. W 1933 roku otrzymał awans na podporucznika rezerwy marynarki wojennej ze starszeństwem od 1 stycznia 1933.
W grudniu 1938 roku był współzałożycielem Bałtyckiej Spółki Okrętowej. W tym samym roku wspólnie z Wacławem Fedorowiczem założył firmę Cedro i S-ka. Przedmiotem działalności tego przedsiębiorstwa było maklerstwo okrętowe, frachtowanie, maklerstwo ubezpieczeniowe, agentury okrętowe, sprzedaż bunkru, spedycja oraz czynności pokrewne
We wrześniu 1939 roku rozpoczął pracę w Poselstwie Rzeczypospolitej Polskiej w Sztokholmie. W 1940 roku został przyjęty do Marynarki Wojennej, awansowany na stopień porucznika marynarki i objął funkcję attaché morskiego w Lizbonie. W stolicy Portugalii kierował Posterunkiem Oficerskim (morskim) nr 1 Ekspozytury „P”, reprezentującym Wydział Wywiadu Morskiego Kierownictwa Marynarki Wojennej RP; posługiwał się pseudonimem „Henzyg” i działał pod przykrywką maklera okrętowego firmy „Baltic Union Ship-Brokers” w Lizbonie. W latach 1941–1942 pełnił służbę w Oddziale II Sztabu Naczelnego Wodza. W 1943 roku został mianowany pomocnikiem attaché morskiego (kmdr. Tadeusza Morgensterna-Podjazda) w Waszyngtonie. 3 maja 1945 roku otrzymał awans na kapitana marynarki rezerwy.
W 1930 roku zawarł związek małżeński z Lucyną Assendi. Wydał pracę zbiorową Technika handlu morskiego (1929) i publikował artykuły w czasopismach fachowych.